# Lliga catalana de bàsquet masculina 1995-1996
Fou la 16a edició de la Lliga catalana de bàsquet.

## Primera ronda[1]
1 de setembre, Pavelló del Serrallo, Tarragona
| Equip 1   | Marcador | Equip 2 |
| --------- | -------- | ------- |
| Andorra   | 73–72    | Manresa |
| Tarragona | 78–89    | Girona  |

## Semifinals
| Equip 1   | Marcador | Equip 2 |
| --------- | -------- | ------- |
| Joventut  | 88–77    | Andorra |
| Barcelona | 80–76    | Girona  |

| 2 setembre 1995 16:30 | Club Joventut de Badalona                                     | '88'–77 | BC Andorra                                                         | Pavelló del Serrallo, Tarragona Assistència: 2.000 espectadors Àrbitres: Láinez, Carod |
| 2 setembre 1995 16:30 | Resultat per meitats: 46-40, 42-37                            |         |                                                                    | Pavelló del Serrallo, Tarragona Assistència: 2.000 espectadors Àrbitres: Láinez, Carod |
| 2 setembre 1995 16:30 | Pts: White 26 Rebs: White 7 Assist: R. Jofresa 2 Rec: White 3 |         | Pts: Mustaf 25 Rebs: Rankin 7 Assist: Villalobos 2 Rec: Llorente 6 | Pavelló del Serrallo, Tarragona Assistència: 2.000 espectadors Àrbitres: Láinez, Carod |

| 2 setembre 1995 18:30 | FC Barcelona                                                                                                 | '80'–76 | CB Girona                                                   | Pavelló del Serrallo, Tarragona Assistència: 2.000 espectadors Àrbitres: Sánchez, Guirao |
| 2 setembre 1995 18:30 | Resultat per meitats: 41-40, 39-36                                                                           |         |                                                             | Pavelló del Serrallo, Tarragona Assistència: 2.000 espectadors Àrbitres: Sánchez, Guirao |
| 2 setembre 1995 18:30 | Pts: Middleton, Karnishovas 16 Rebs: Godfread 9 Assist: Karnishovas 3 Rec: Middleton, Montero, Díez, Bosch 2 |         | Pts: Robinson 27 Rebs: Thomas 8 Assist: Ruf 2 Rec: Solana 6 | Pavelló del Serrallo, Tarragona Assistència: 2.000 espectadors Àrbitres: Sánchez, Guirao |

## Final
| 3 setembre 1995 18:30 | FC Barcelona                                                          | '92'–89 | Club Joventut de Badalona                                                   | Pavelló del Serrallo, Tarragona Assistència: 2.500 espectadors Àrbitres: Mas, Martín |
| 3 setembre 1995 18:30 | Resultat per meitats: 45–39, 47–50                                    |         |                                                                             | Pavelló del Serrallo, Tarragona Assistència: 2.500 espectadors Àrbitres: Mas, Martín |
| 3 setembre 1995 18:30 | Pts: Karnishovas 25 Rebs: Godfread 7 Assist: Montero 3 Rec: Montero 6 |         | Pts: White 28 Rebs: Albert 6 Assist: R. Jofresa, T. Jofresa 3 Rec: Albert 4 | Pavelló del Serrallo, Tarragona Assistència: 2.500 espectadors Àrbitres: Mas, Martín |

| Barcelona |  | Joventut |

| Cinc inicial:       | Cinc inicial: | Cinc inicial:             | P  | R | A |
| ------------------- | ------------- | ------------------------- | -- | - | - |
| B                   | 5             | José Luis Galilea         | 1  | 0 | 0 |
| A                   | 12            | Manel Bosch               | 6  | 1 | 0 |
| A                   | 14            | Arturas Karnishovas       | 25 | 2 | 1 |
| AP                  | 7             | Darryl Middleton          | 8  | 3 | 0 |
| P                   | 6             | Daniel Godfread           | 4  | 7 | 0 |
| Suplents:           | Suplents:     | Suplents:                 | P  | R | A |
| A                   | 4             | Andrés Jiménez            | 5  | 1 | 0 |
| P                   | 8             | Enrique Andreu            | 0  | 0 | 1 |
| E                   | 9             | Xavier Fernández          | 7  | 0 | 1 |
| B                   | 10            | José Antonio Montero      | 20 | 1 | 3 |
| B                   | 11            | Salvador Díez             | 6  | 5 | 1 |
| P                   | 13            | Ferran Martínez i Garriga | 10 | 1 | 0 |
| A                   | 15            | Enrique Moraga            | 0  | 0 | 1 |
| Entrenador:         |               |                           |    |   |   |
| Aíto García Reneses |               |                           |    |   |   |

| Campió Lliga Catalana 1995 |
| -------------------------- |
| FC Barcelona Novè títol    |

| Cinc inicial: | Cinc inicial: | Cinc inicial:    | P   | R   | A   |
| ------------- | ------------- | ---------------- | --- | --- | --- |
| B             | 5             | Rafael Jofresa   | 14  | 1   | 3   |
| A             | 11            | César Sanmartín  | 14  | 2   | 2   |
| A             | 10            | Roy Fisher       | 16  | 2   | 0   |
| AP            | 14            | Randy White      | 28  | 5   | 1   |
| P             | 9             | Alfonso Albert   | 2   | 2   | 0   |
| Suplents:     | Suplents:     | Suplents:        | P   | R   | A   |
| AP            | 4             | Daniel García    | 2   | 4   | 0   |
| B             | 6             | Tomàs Jofresa    | 7   | 2   | 3   |
| A             | 8             | Jordi Villacampa | NVP | NVP | NVP |
| A             | 12            | Xavier Crespo    | 3   | 1   | 1   |
| B             | 13            | Josep Perich     | 0   | 0   | 0   |
| Entrenador:   |               |                  |     |     |     |
| Joaquim Costa |               |                  |     |     |     |

| Cinc inicial:       | Cinc inicial: | Cinc inicial:             | P  | R | A |
| ------------------- | ------------- | ------------------------- | -- | - | - |
| B                   | 5             | José Luis Galilea         | 1  | 0 | 0 |
| A                   | 12            | Manel Bosch               | 6  | 1 | 0 |
| A                   | 14            | Arturas Karnishovas       | 25 | 2 | 1 |
| AP                  | 7             | Darryl Middleton          | 8  | 3 | 0 |
| P                   | 6             | Daniel Godfread           | 4  | 7 | 0 |
| Suplents:           | Suplents:     | Suplents:                 | P  | R | A |
| A                   | 4             | Andrés Jiménez            | 5  | 1 | 0 |
| P                   | 8             | Enrique Andreu            | 0  | 0 | 1 |
| E                   | 9             | Xavier Fernández          | 7  | 0 | 1 |
| B                   | 10            | José Antonio Montero      | 20 | 1 | 3 |
| B                   | 11            | Salvador Díez             | 6  | 5 | 1 |
| P                   | 13            | Ferran Martínez i Garriga | 10 | 1 | 0 |
| A                   | 15            | Enrique Moraga            | 0  | 0 | 1 |
| Entrenador:         |               |                           |    |   |   |
| Aíto García Reneses |               |                           |    |   |   |

| Campió Lliga Catalana 1995 |
| -------------------------- |
| FC Barcelona Novè títol    |

| Cinc inicial: | Cinc inicial: | Cinc inicial:    | P   | R   | A   |
| ------------- | ------------- | ---------------- | --- | --- | --- |
| B             | 5             | Rafael Jofresa   | 14  | 1   | 3   |
| A             | 11            | César Sanmartín  | 14  | 2   | 2   |
| A             | 10            | Roy Fisher       | 16  | 2   | 0   |
| AP            | 14            | Randy White      | 28  | 5   | 1   |
| P             | 9             | Alfonso Albert   | 2   | 2   | 0   |
| Suplents:     | Suplents:     | Suplents:        | P   | R   | A   |
| AP            | 4             | Daniel García    | 2   | 4   | 0   |
| B             | 6             | Tomàs Jofresa    | 7   | 2   | 3   |
| A             | 8             | Jordi Villacampa | NVP | NVP | NVP |
| A             | 12            | Xavier Crespo    | 3   | 1   | 1   |
| B             | 13            | Josep Perich     | 0   | 0   | 0   |
| Entrenador:   |               |                  |     |     |     |
| Joaquim Costa |               |                  |     |     |     |